# 济南市莱芜第十七中学
济南市莱芜第十七中学，简称莱芜十七中，是中华人民共和国山东省济南市的一所公办高级中学，始建于1981年，原名莱芜县教师进修学校附属中学，1981 年 9 月 1 日，原莱芜县人民政府将莱芜县教师进修学校附属中学命名为莱芜县第十七中学，借用原莱芜县（方下公社）第十七中学校名，学校正式创建。1984 年迁建新址，1993 年创建为省级规范化学校。目前在校生5100余人。